# Просодия (лингвистика)
Просо́дия (др.-греч. προσῳδία — ударение, припев; также просо́дика) — раздел фонетики, в котором рассматриваются такие особенности произношения, как высота, сила/интенсивность, длительность, придыхание, глоттализация, палатализация, тип примыкания согласного к гласному и другие признаки, являющиеся дополнительными к основной артикуляции звука. Элементы просодии реализуются в речевом потоке на всех уровнях речевых сегментов (в слоге, слове, синтагме, фразе и т. д.), выполняя при этом смыслоразличительную роль. В рамках просодии изучается как субъективный уровень восприятия характеристик суперсегментных единиц (высота тона, сила/громкость, длительность), так и их физический аспект (частота, интенсивность, время).
Просодические элементы образуют автономные системы, важнейшими из которых считаются слоговой тон, являющийся объектом изучения тонологии; словесное ударение, изучаемое в рамках акцентологии, и фразовая интонация, изучение которой проводит такой раздел языкознания, как интонология.
Ранее в ряде исследований по фонетике термин «просодия» был синонимичен термину «интонация» — оба термина определяли функциональную систему суперсегментных средств языка (иногда под интонационными средствами могли пониматься просодические средства исключительно на уровне функциональных категорий). В современных работах к интонации относят суперсегментные средства, реализующиеся только на уровне фразы, а к просодии — на уровне всех языковых единиц.

## Внутрислоговая и внешняя просодия
В настоящее время в исследованиях по фонетике принято различать внутрислоговую просодию и внешнюю просодию, которые используют разные просодические средства языка в разных их функциях.
Объектом изучения внутрислоговой (или сегментной) просодии является система фонетических средств, входящая в состав слога. В частности, тип примыкания согласного к гласному. Задачей внешней (или суперсегментной) просодии являются исследования фонетического комплекса просодических средств всех языковых единиц — в составе слога, слова, фразы. Суперсегментная просодия включает три основные функциональные системы, реализующиеся на разных уровнях суперсегментных единиц: слоговой тон, словесное ударение и фразовую интонацию.
Иногда внутрислоговую просодию обозначают термином «просодика» в противоположность собственно внешней «просодии». Одновременно с этим оба термина употребляются как синонимы, обозначая просодию в целом.

## Просодические средства языка
Формирование систем просодических характеристик в языках осуществляется при помощи просодических средств — особых фонетических элементов, базисными из которых являются элементы, соотносимые с такими акустическими характеристиками, как длительность, сила/интенсивность и высота, а также (на фразовом уровне) пауза и особенности фонации. Одна часть просодических средств (придыхание, палатализация, тип примыкания) соотносится со слогом и его элементами, другая — с языковыми единицами более высокого уровня — со словом и фразой. При помощи просодических средств слоги, слова, фразы объединяются в сложные языковые единицы и/или выделяются на фоне других единиц. Совокупности базисных (элементарных) просодических средств образуют комплексные просодические средства (просодические комплексы). К ним относят, например, ударение, реализуемое на нескольких уровнях языковых единиц — в слове, синтагме, фразе. Просодические средства на уровне той или иной единицы языка образуют автономные системы, например, систему тона на уровне слога. Соотношение просодических средств в составе систем и комплексов, их взаимодействие, в том числе и с учётом фонологической языковой структуры являются своеобразными для каждого конкретного языка. Как и суперсегментные единицы языка, просодические средства связаны прежде всего с последовательностью сегментных единиц, а не с отдельными сегментами, поэтому оба термина нередко могут использоваться как синонимы. Между тем, понятие «просодический» относится к типу и характеру фонетических средств, образующих суперсегментные единицы, а понятие «суперсегментный» выражает соотнесённость фонетических средств со сложными единицами.

## Суперсегментные единицы языка
Просодические языковые явления в первую очередь реализуются на суперсегментном уровне, поэтому важное значение в характеристике просодии языка имеют особенности его суперсегментных (супрасегментных, сверхсегментных) единиц. В состав единиц суперсегментного уровня включают пограничные сигналы, проявляющиеся на стыке слогов, морфем и слов; сингармонизм; некоторые типы чередований фонем; системы тона, ударения и интонации. Также к суперсегментным единицам могут относить и сами сегменты, функциональные носители просодических явлений — слово, синтагму, фразу.

## Тон
Тон — одна из просодических характеристик, которая акустически выражается главным образом в контрастном изменении высоты голоса (наряду с собственно изменением высотно-мелодических характеристик голоса могут использоваться как дополнительные различительные признаки тона также интенсивность, длительность, фарингализация, наличие гортанной смычки). Тон является просодическим признаком слога. Система слогового тона представлена в тональных языках, широко распространённых в Юго-Восточной Азии, Африке и Америке. Физический носитель тона в таких языках — слогообразующий элемент (чаще всего гласный), функциональный носитель — слог или силлабоморфема (в слоговых языках). Тон характеризует каждый слог и служит для различения как лексических, так и грамматических значений. Тоны подразделяются на контурные (скользящие) и регистровые (ровные). В контурных тонах частота при произнесении гласного изменяется, в регистровых — сохраняется неизменной. Регистровый тональный тип включает высокий, средние и низкий тоны. Контурный — однонаправленные (восходящий, нисходящий) и разнонаправленные тоны (восходяще-нисходящий, нисходяще-восходящий). По преобладанию того или иного типа тона языки с тональной структурой разделяются на языки с контурными тонами и языки с регистровыми тонами. Единицей, выражающей тоновые характеристики, является тонема.
Под термином «тон» в значении изменения высоты голоса понимают также один из компонентов ударения, который является основным на уровне слова в языках с музыкальным (мелодическим, тоническим) ударением. Кроме того, тон образует мелодику речи — один из основных компонентов интонации на уровне фразы.

## Ударение
Ударение (акцент) — просодическая характеристика, при помощи которой в потоке речи выделяются такие единицы языка, как фонетическое слово, синтагма и фраза (в связи с чем различают словесное, синтагматическое (тактовое) и фразовое ударение).
Акустически физический носитель ударения (слог или мора) выделяется усилением таких просодических компонентов, как сила/интенсивность, длительность, высота голосового тона и тембральные характеристики. Ударение, реализуемое за счёт интенсивности, называют динамическим (силовым, экспираторным), за счёт высоты тона — музыкальным (мелодическим, тоническим), за счёт изменения длительности — количественным (квантитативным), за счёт изменения тембра (при помощи специфических аллофонов гласных и/или согласных) — качественным. Обычно в выделении ударного гласного задействуется не один, а два или более просодических компонента одновременно. Тип ударения в том или ином языке в этом случае определяют по преобладающему компоненту, реализуемому в гласном ударного слога.
Ударением, как правило, выделяется каждое знаменательное слово. Ударным словам противопоставляются безударные клитики. В каждом слове имеется только один ударный слог за исключением многосложных слов, у которых отмечается основное и вспомогательное (побочное) ударение.
По отношению к слоговой структуре слова различают свободное ударение, в котором ударным может быть любой слог, и связанное ударение, в котором ударный слог занимает определённое положение, обусловленное фонологической структурой словоформы. В языках со связанным ударением выделяют два подтипа — языки с фиксированным ударением, в которых ударный слог имеет единственное постоянное место, отсчитываемое от края словоформы, и языки с ограниченным ударением, в которых место ударного слога может меняться, но оно, как правило, локализуется в определённой зоне в зависимости от качества гласного, типа (структуры) слога, тона слога и т. п. По отношению к морфологической структуре слова выделяются подвижное и неподвижное ударение. В акцентной системе с неподвижным ударением во всех словоформах одного слова ударение падает на одну и ту же морфему, при подвижности ударения в разных словоформах ударный слог может перемещаться с основы на флексию. Распределение ударения в словоформах одного слова образует акцентную кривую, слова с одинаковыми акцентными кривыми объединяются в акцентные парадигмы.
Важнейшей функцией ударения является кульминативная функция, обеспечивающая цельность и отдельность слова. В языках со свободной и ограниченной акцентными системами к функциям ударения относится также смыслоразличение лексических и грамматических форм. В языках со связанным и, в первую очередь, с фиксированным типом ударения функцией ударного слога является разграничение слов.
Ударение может быть также одним из компонентов фразовой интонации.
В ряде языков, например, в палеоазиатских, ударение не отмечено.

## Интонация
Интонация — один из основных просодических комплексов. Формируется при помощи мелодики, пауз, силы/интенсивности, длительности и фонации (просодического тембра). Интонация как важнейшее фонетическое средство построения фразы оформляет её в единое целое, одновременно с этим разбивает фразу на синтагмы (если фраза не равна синтагме), выделяет части фразы по степени смысловой важности, различает вопрос, восклицание, побуждение, повествование и другие коммуникативные типы высказывания. Функции интонации в речи реализуются за счёт изменения частоты основного тона (мелодики речи), изменения силы (громкости) и темпа произнесения отдельных частей синтагмы, а также за счёт изменения тембровой окраски голоса (нейтральной, расслабленной, напряжённой, скрипучей, придыхательной).
Специфика интонации во многом зависит от характеристики просодической системы языка. Например, в тональных языках мелодика речи как компонент интонации не имеет важного значения, поскольку основной акустический компонент мелодики, изменение высоты голоса, присутствует в слоговом тоне, играющем в этих языках смыслоразличительную роль, напротив, в языках с количественно-динамическим ударением основные средства интонации — тональные (мелодические).
Единица интонации — интонема (интонационная конструкция).

## История изучения
История просодии берёт начало с раздела античной грамматики, в которой изучались законы построения стихотворной речи. В процессе своего развития объём и содержание учения изменялись. В конечном счёте оно разделилось на просодию, раздел стиховедения, изучающий значимые характеристики стихотворной речи, и на просодию, часть фонетической системы, образующую функциональную систему суперсегментных единиц и просодических средств языка, а также раздел фонетики, её изучающий.